# 二格山
二格山，又名石尖山，位於台北市文山區與新北市石碇區交界處，海拔678公尺，山頂有顆三等三角點，為台灣小百岳之一。二格山峰頂建有觀景平台，可展望臨近地區。

## 外部連結
- 休閒遊憩主題網 二格山登山步道 臺北市政府工務局大地工程處 （页面存档备份，存于）
- 二格山登山步道(草湳線)   新北市觀光旅遊網 （页面存档备份，存于）